# .cm
.cm es el dominio de nivel superior geográfico (ccTLD) para Camerún.